# Mubarak Ghanim
Mubarak Ghanim Mubarak (arab. مبارك غنيم; ur. 3 grudnia 1963) – emiracki piłkarz grający na pozycji środkowego obrońcy.

## Kariera klubowa
W czasie swojej kariery piłkarskiej grał w Al-khaleej Club Shardża.

## Kariera reprezentacyjna
Z reprezentacją ZEA, uczestniczył w Mistrzostwach Świata w 1990 we Włoszech. Z powodu kontuzji nie zagrał w turnieju w żadnym meczu. Zarówno w klubie jak i reprezentacji tworzył parę środkowych obrońców ze swoim bratem Khalilem Ghanimem.